# Adam Abramowicz (kanonik)
Adam Abramowicz (ur. 2 lutego 1881 w Żoślach (Žasliai) na Litwie, zm. 4 czerwca 1969 w Białymstoku) – polski ksiądz katolicki, kanonik wileński, budowniczy kościołów na Białostocczyźnie.

## Życiorys
Pochodził z kolejarskiej rodziny Marcina i Cecylii z Sąginów. Ukończył seminarium duchowne w Wilnie, w 1905 roku przyjął święcenia kapłańskie. W następnym roku został proboszczem w Dereczynie, gdzie wybudował murowany kościół. Organizował także nauczanie w języku polskim, za co został aresztowany przez władze carskie w 1908 r. i osadzony w klasztorze franciszkanów w Grodnie, w którym spędził dwa miesiące. Pozbawiony możliwości pracy w diecezji, wyjechał do Rzymu, gdzie studiował na Uniwersytecie Angelicum.
W 1914 roku wrócił do kraju. Początkowo był wikariuszem w parafii św. Rafała w Wilnie, później w Suchowoli. W 1917 roku został proboszczem w Uhowie, gdzie ukończył budowę kościoła parafialnego. Od 21 lutego 1922 do 25 kwietnia 1925 r. był proboszczem w Goniądzu, gdzie wybudował kościół parafialny. Został za to dzieło mianowany kanonikiem honorowym kapituły wileńskiej.
Dnia 9 lutego 1925 r. na prośbę ks. Abramowicza biskup wileński Jerzy Matulewicz powierzył mu parafię św. Rocha w Białymstoku i zadanie wybudowania kościoła. Budowę rozpoczęto od ogłoszenia w czasopiśmie „Architektura i Budownictwo” (14 kwietnia 1926 r.) konkursu na projekt Świątyni Opatrzności Bożej w Białymstoku. Efektem budowy, którą ukończono dopiero po wojnie, w 1946 roku, jest kościół św. Rocha w Białymstoku, jeden z najwyższych kościołów w Polsce (78 metrów).
W okresie międzywojennym był również redaktorem miesięcznika „Jutrzenka Białostocka” (od 1928 roku) oraz ogłosił szereg prac publicystycznych na łamach czasopism katolickich.
Podczas II wojny światowej ks. Abramowicz prowadził działalność społeczną, pod przykrywką przedszkola prowadzono tajne nauczanie, pomagał w ratowaniu Żydów. Był dwukrotnie więziony przez Niemców, brany również jako zakładnik. Był kapelanem Białostockiego Okręgu Armii Krajowej, został odznaczony Krzyżem Niepodległości z Mieczami i Krzyżem Walecznych.
W 1947 roku Abramowicz otrzymał tytuł prałata papieskiego. Zmarł 4 czerwca 1969 r. i został pochowany przy kościele św. Rocha.